# Gagàrino (Bélgorod)
|  | Per a altres significats, vegeu «Gagàrino». |

Gagàrino - Гагарино (rus) - és un poble de l'óblast de Bélgorod, a Rússia. El 2010 tenia 61 habitants. Pertany al districte (raion) de Prókhorovka.